# Jižák (hip-hopová skladba)
Jižák je píseň Lesíka Hajdovského a skupiny Manželé, která vyšla v roce 1985 na neoficiálně vydaném albu Je to vono. Album je považováno za vůbec první československou hip-hopovou nahrávku.

## Pozadí
V létě roku 1979 se Lesík Hajdovský se ženou Mirkou přestěhovali z pražského Karlína na sídliště Jižní město. Počátkem 80. let 20. století založil společně s Mirkem Gärtnerem skupinu Manželé, kterou tvořily dva manželské páry (Lesík a Mirka Hajdovští a Mirek a Aranka Gärtnerovi). Manželé vydali vlastním nákladem na magnetofonových kazetách několik žánrově odlišných alb.
V roce 1984 začali pracovat na desce, která později vyšla pod názvem Je to vono. Inspirací jim byl poslech rozhlasové stanice Bayern 3, v jejímž vysílání Lesík Hajdovský zaslechl ukázky amerického hip-hopu. Skladbu Jižák přímo inspirovala skladba New York New York skupiny Grandmaster Flash and the Furious Five. V textu skladby Hajdovský vykreslil sarkastický obraz života na sídlišti.
Asi by nenacházel dost důvodů, proč zpívat i o Jižním Městě, ale když slyšel, jak v nahrávce skupiny Grandmaster Flash & The Furious Five rapuje Melle Mel: „New York New York big city of dreams / But everything in New York ain’t always what it seems“, nebylo třeba velkých jazykových znalostí, aby bylo jasné, oč v tom textu jde. A nebylo taky třeba přímo jezdit do Bronxu, aby si člověk uvědomil, že to tam je sice hodně jiné, ale v něčem taky trochu stejné..
Jaroslav Riedel, sleevenote k vydání desky Je to vono z roku 2009

## Vydání
První oficiální vydání skladby Jižák pochází z roku 1990, kdy vydavatelství Bonton vydalo singl Jižák/Je to vono. Obě skladby na něm byly znovu nahrané. Na jejich podobě se výrazně podepsal Martin Kratochvíl, který v nich hraje na syntezátor. Kratochvíl prosazoval, aby ve stejném duchu vznikly i nové nahrávky zbylých skladeb z alba Je to vono, Hajdovský však tuto myšlenku odmítl.
V roce 1991 vyšlo ve vydavatelství Bonton album Jižák, které obsahovalo nově nahrané skladby z desky Je to vono. Album se dočkalo pozitivních kritických reakcí, recenzenti se však shodovali, že kvalit původních „kuchyňských“ nahrávek nedosahuje.
Původní album vydalo v roce 2009 vydavatelství Next Era, v roce 2023 pak album vyšlo ve vydavatelství Black Point Music poprvé na vinylu.

## Odkaz
V roce 1994 vydala hiphopová skupina Peneři strýčka Homeboye vlastním nákladem album Párátka adventní expresní lyrici, které obsahovalo coververzi skladby Jižák. V roce 1998 natočili Peneři strýčka Homeboye ještě jednu verzi skladby Jižák, ke které vznikl i videoklip v režii Ondřeje Anděry. V roce 1999 se obě tyto verze objevily na remixové kompilaci Kamufláž / Jižák '84 vs. '99. Nachází se zde i remix skladby Jižák, který vytvořila skupina Ecstasy Of Saint Theresa.